# Neon Genesis Evangelion: The Feature Film
Neon Genesis Evangelion: The Feature Film è l'edizione home-video italiana di Revival of Evangelion (Revival of Evangelion: Death(true)²/Air/まごころを、君に?, Revival of Evangelion: Death(true)²/Air/Magokoro wo, kimi ni), film uscito nei cinema giapponesi il 7 marzo 1998 che ripropone in versione concatenata e senza ripetizioni i due film cinematografici originari della serie Neon Genesis Evangelion usciti nel 1997, Neon Genesis Evangelion: Death & Rebirth e Neon Genesis Evangelion: The End of Evangelion.

## Il Feature Film
Revival of Evangelion si compone di due parti: Death(true)² e Air/Magokoro wo, kimi ni. In sostanza, questa riedizione consiste nella somma dei due film originari del 1997 senza le scene inedite e senza la seconda parte del primo film, riproposta identica nel secondo. In Giappone è stato pubblicato nei DVD 9 e 10 della Renewal of Evangelion.

### Death(true)²
Il primo film di Evangelion, Neon Genesis Evangelion: Death & Rebirth, è composto di due parti. La prima parte, Death, consiste in un montaggio di sessanta minuti di vari spezzoni della serie televisiva, incluse alcune nuove scene, mentre la seconda parte, Rebirth, consiste nell'inizio del finale dal punto di vista narrativo della serie TV. In Revival of Evangelion viene utilizzata solo la prima parte di Death & Rebirth, qui ribattezzata Death(true)², che è un re-editing di Death senza le nuove scene (inserite, ora, nella versione Director's Cut della serie televisiva).

### Air/Magokoro wo, kimi ni

Una scena tratta dal film

La seconda parte di Revival of Evangelion, Air/Magokoro wo, kimi ni (Air/A te il mio animo sincero), corrisponde invece per intero al film Neon Genesis Evangelion: The End of Evangelion, che per metà ripropone Rebirth e, per il resto, sviluppa la parte finale della trama con nuove animazioni. Questa seconda parte, come già The End of Evangelion, può considerarsi come un altro punto di vista (quello narrativo, che spiega cosa è accaduto dopo il percorso di Shinji nel suo subconscio) degli ultimi due episodi della serie televisiva.

## Edizione italiana
In Italia il Feature Film è stato pubblicato dalla Dynit nel 2009 in un'unica confezione con due DVD, uno con Death(true)² e uno con Air/Magokoro wo, kimi ni. Ha un nuovo doppiaggio rispetto all'edizione delle versioni originarie di Death & Rebirth e The End of Evangelion di Panini Video, realizzato con i medesimi doppiatori dell'edizione della serie televisiva.
Con un evento speciale, il 28-29-30 giugno 2021 è stato proiettato nei cinema con il doppiaggio originale della Dynit.